# Johann Friedrich Ahlfeld
Johann Friedrich Ahlfeld, född den 1 november 1810 i Mehringen, kungariket Westfalen, död den 4 mars 1884 i Leipzig, var en tysk predikant.
Ahlfeld blev 1851 pastor vid Nikolaikyrkan i Leipzig. Flera av hans predikningar och kristliga betraktelser i strängt evangelisk-luthersk anda har blivit översatta till svenska.